# 1979 في نيوزيلندا
فيما يلي قوائم الأحداث التي وقعت خلال عام 1979 في نيوزيلندا.

## سياسة

### تعيين في المنصب
- 18 أغسطس – جيوفري بالمر عضو مجلس النواب النيوزيلندي ‏.

## رياضة
- 1 يناير – كأس نيوزيلندا 1979 الفائز North Shore United AFC [الإنجليزية]‏.

## مواليد

### يناير
- 1 يناير – هنري هارجريفز مصور نيوزيلندي.

### فبراير
- 1 فبراير – بيتر فولتون لاعب كركيت نيوزيلندي.
- 15 فبراير – جيمس مارشال لاعب كركيت نيوزيلندي.
- 15 فبراير – هاميش مارشال لاعب كركيت نيوزيلندي.
- 18 فبراير – ديكون مانو لاعب رغبي فيجي.
- 22 فبراير – جلان تورنر لاعب دوري رغبي نيوزيلندي.
- 28 فبراير – أوليفيا بيكر ربّاعة نيوزيلندية.

### مارس
- 5 مارس – روبي براينت
- 15 مارس – كايل ميلز لاعب كركيت نيوزيلندي.
- 26 مارس – بين بلير لاعب رغبي نيوزيلندي.

### أبريل
- 4 أبريل – جيسيكا نابيير ممثلة أسترالية.
- 13 أبريل – دانيال شيرلي لاعب تنس الريشة.
- 16 أبريل – دانيال براون لاعب رغبي نيوزيلندي.
- 20 أبريل – توم ويليس لاعب رغبي نيوزيلندي.
- 26 أبريل – غرانت ويب لاعب رغبي نيوزيلندي.

### مايو
- 4 مايو – تينا أوسبورن
- 14 مايو – برينت وارد لاعب رغبي نيوزيلندي.
- 23 مايو – كريستي نيكول روب دراجة نيوزيلندية.
- 30 مايو – بيتر لويس لاعب دوري رغبي نيوزيلندي.

### يوليو
- 6 يوليو – ناثان ريتشموند تريثلت نيوزيلندي.
- 14 يوليو – جوش ليفي لاعب رغبي نيوزيلندي.
- 19 يوليو – داني كودلينج ملاكم نيوزيلندي.
- 24 يوليو – غرانت روبنسون لاعب كركيت نيوزيلندي.
- 30 يوليو – لويز كوركوران

### أغسطس
- 3 أغسطس – جوش بلاكي لاعب رغبي نيوزيلندي.
- 25 أغسطس – جيف كامبل لاعب كرة قدم نيوزيلندي.

### سبتمبر
- 8 سبتمبر – جيف فلمنج لاعب كرة قدم نيوزيلندي.
- 20 سبتمبر – داميان ريان لاعب كرة سلة أسترالي.
- 28 سبتمبر – هانا بورتر لاعبة رغبي نيوزيلندية.

### أكتوبر
- 15 أكتوبر – ميخائيل هندري لاعب غولف نيوزيلندي.
- 17 أكتوبر – مارك غيليسبي لاعب كركيت نيوزيلندي.
- 20 أكتوبر – جيسيكا إيليزا بير مبارزة بالسيف نيوزيلندية.
- 23 أكتوبر – ناثان كوربيت
- 25 أكتوبر – غافين وليامز لاعب اتحاد رغبي نيوزيلندي.
- 26 أكتوبر – برادلي نيلسن

### نوفمبر
- 10 نوفمبر – هايدن ألين لاعب كرة سلة نيوزيلندي.
- 11 نوفمبر – خان مانويل عازف قيثارة أسترالي.
- 14 نوفمبر – كارل هايمان لاعب رغبي نيوزيلندي.
- 15 نوفمبر – ديلان اندروز فنان قتال مختلط نيوزيلندي.

### ديسمبر
- 4 ديسمبر – تيم مكينتوش لاعب كركيت نيوزيلندي.
- 4 ديسمبر – يعقوب توموري ممثل نيوزيلندي.
- 11 ديسمبر – علي فورسيث

## وفيات

### فبراير
- 27 فبراير – توماس دونكان ماكجريجور ستاوت (مواليد 1885) طبيب نيوزيلندي.

### مارس
- 27 مارس – مايلز بارنت (مواليد 1901)

### مايو
- 9 مايو – بروس كينت (مواليد 1928) درّاج طريق نيوزيلندي.

### يونيو
- 8 يونيو – د. بي أوكونيل (مواليد 1924)
- 28 يونيو – بروس باركلي (مواليد 1922) سياسي نيوزيلندي.

### يوليو
- 10 يوليو – غراهام بيرسفورد باركنسون (مواليد 1896)
- 11 يوليو – جيمس شيبرد (مواليد 1892) لاعب كركيت نيوزيلندي.
- 15 يوليو – جيمس ارتشر (مواليد 1900) لاعب اتحاد رغبي نيوزيلندي.
- 16 يوليو – ماري إديث سكوت (مواليد 1888)
- 24 يوليو – غريغ ديفيس (مواليد 1939) لاعب رغبي أسترالي.

### ديسمبر
- 2 ديسمبر – جون راي (مواليد 1904) سياسي نيوزيلندي.
- 12 ديسمبر – إدوارد ستيوارت (مواليد 1901) لاعب رغبي نيوزيلندي.
- 17 ديسمبر – جورج ميلز (مواليد 1916) لاعب كريكت نيوزلندي.
- 21 ديسمبر – ماك أندرسون (مواليد 1919) لاعب كركيت نيوزيلندي.